# Östergötland (1879)
Östergötland, Nyhets- och Annonsblad, dagstidning utgiven i Linköping under en dryg månad från 4 januari 1879 till 12 februari samma år.
Tidningen trycktes  Fr. Wallins tryckeri i Linköping med frakturstil och antikva. Utgivningen var 2 dagar i veckan onsdag och lördag med 4-sidiga nummer i folio med fyra spalter 44,7 x 28,5 cm stor satsyta. Priset var 5 kronor för tidningen. Utgivningsbevisbevis för Östergötland utfärdades 12 november 1878 för änkefru Karolina Mathilda Wallin, född Sanderholm.